# らじかるぼんばー!! 地雷くん
『らじかるぼんばー!! 地雷くん』（らじかるぼんばー!! じらいくん）は、1988年7月29日にジャレコより発売されたファミリーコンピュータ ディスクシステム対応のゲームソフト。音楽は作曲家の多和田吏が担当している。

## 概要
主人公・ラン（ランナウェイ）が、4人のチェイサーと鬼ごっこを繰り広げるボードゲーム。
最大5人で遊ぶことができ、ランナウェイとチェイサーの2陣営に分かれて、ターン制の鬼ごっこを行う。
自分でマップ作成が行えるモードがある。
オープニングはなぜか漫才である。
始めに設定されたターン内にチェイサーがランナウェイを捕えた場合はチェイサーの勝ち、ランナウェイが逃げ切れた場合はランナウェイの勝ちになる。
マップには「地雷くん」という警備ロボットが登場し、ランダムに動き回り、ランナウェイまたはチェイサーに触れると爆発して、そのキャラクターは次のターンは1回休みとなる。

## 後の作品への影響
後年に発売されたジャレコの次の作品にも地雷くんが登場する。
- 『ヒーロー集合!! ピンボールパーティ』（1990年1月12日発売、ゲームボーイ）
- 『スーパー3Dベースボール』（1993年10月11日発売、スーパーファミコン）

## 評価
ゲーム誌『ファミコン通信』の「クロスレビュー」では合計25点（満40点）となっている。